# Kette
Kette es una comuna camerunesa perteneciente al departamento de Kadey de la región del Este.
En 2005 tiene 31 129 habitantes, de los que 4951 viven en la capital comunal homónima.
Se ubica unos 100 km al noreste de la capital regional Bertoua. Su territorio es fronterizo con la prefectura centroafricana de Mambéré-Kadéï.

## Localidades
Comprende la ciudad de Kette y las siguientes localidades:
- Bedobo
- Beke Chantier
- Beke Route
- Bossia
- Boubara
- Gbakine
- Gbiti
- Gogazi
- Gogoboua
- Goue
- Houpi
- Koumbe Tiko
- Koya
- Lala
- Ligue
- Lingbim I
- Loma
- Mama
- Mborguene
- Mbosso
- Mboumama
- Mont Kana
- Nambora
- Ndongsoumbou
- Ndonlibo
- Ngassa
- Ngonkora
- Nguesse
- Oundjiki
- Taoule
- Tezoukpe
- Tikela
- Tiko
- Tikolo
- Timangolo
- Tissanda
- Wantamo
- Zalingo